# Вибори в Латвії
Вибори в Латвії передбачають обрання депутатів Сейму Латвії. У Сейм входять 100 осіб, і кожні 4 роки в Латвії обираються члени сейму на парламентських виборах. Мінімальний поріг для проходження партії в Сейм становить 5%. Розподіл мандатів здійснюється по пропорційній системі, по методу Сент-Лагю. Парламентські вибори проходять в першу суботу жовтня. З тієї ж системі в Латвії проводяться вибори в муніципальні ради чисельністю від 7 до 60 осіб. Президент Латвії обирається Сеймом.
У Латвії діє багатопартійна політична система з можливістю участі безлічі партій, тому навіть переможець виборів, як правило, змушений створювати коаліційний уряд.

## Останні вибори

### Парламентські
| Партія                                                     | Партія                                  | Голосів   | %     | Місць | +/-  |
| ---------------------------------------------------------- | --------------------------------------- | --------- | ----- | ----- | ---- |
|                                                            | Згода                                   | 167 117   | 19,80 | 23    | -1   |
|                                                            | KPV LV                                  | 120,264   | 14.25 | 16    | Нова |
|                                                            | Нова консервативна партія               | 114,694   | 13.59 | 16    | +16  |
|                                                            | Розвитку/Так!                           | 101,685   | 12.04 | 13    | +13  |
|                                                            | Національне об'єднання «Все для Латвії» | 92,963    | 11.01 | 13    | –4   |
|                                                            | Союз зелених і селян                    | 83,675    | 9.91  | 11    | –10  |
|                                                            | Нова Єдність                            | 56,542    | 6.69  | 8     | –15  |
|                                                            | Об'єднання регіонів Латвії              | 35,018    | 4.14  | 0     | –8   |
|                                                            | Російський союз Латвії                  | 27,014    | 3.20  | 0     | 0    |
|                                                            | Прогресивні (Латвія)                    | 22,078    | 2.61  | 0     | Нова |
|                                                            | Від серця — Латвії                      | 7,114     | 0.84  | 0     | –7   |
|                                                            | Латиські націоналісти                   | 4,245     | 0.50  | 0     | Нова |
|                                                            | За альтернативу                         | 2,900     | 0.34  | 0     | Нова |
|                                                            | SKG                                     | 1,735     | 0.20  | 0     | Нова |
|                                                            | Партія дії                              | 1,059     | 0.12  | 0     | Нова |
|                                                            | Центристська партія Латвії              | 897       | 0.10  | 0     | Нова |
| Недійсні                                                   | Недійсні                                | 5,925     | –     | –     | –    |
| Загалом                                                    | Загалом                                 | 844,925   | 100   | 100   | 0    |
| Зареєстровані виборці/явка                                 | Зареєстровані виборці/явка              | 1,548,100 | 54.58 | –     | –    |
| Джерело: CVK [Архівовано 2 квітня 2019 у Wayback Machine.] |                                         |           |       |       |      |

## Референдуми
Конституція Латвії наказує проведення референдумів з питань:
- скликання Парламенту (стаття 14)
- приєднання до ЄС (стаття 68)
- прийняття змін до умов збереження членства ЄС (якщо зажадає більше половини парламенту, стаття 68)
- прийняття законів, відхилених Президентом (стаття 72)
- внесення змін до Конституції для прийняття закону (стаття 78)
- Одна десята виборців має право ініціювати національний референдум про скликання Сейму. Необхідна явка - дві третини виборців, які брали участь в попередніх парламентських виборах. Конституція обмежує терміни проведення референдуму: він не може бути проведений за рік до парламентських виборів, за півроку до президентських виборів, через рік після парламентських виборів або через півроку після останнього подібного референдуму. Єдиний подібний референдум був проведений у 2011 році про розпуск парламенту.
- Рішення, що стосуються членства Латвії в ЄС, приймаються на національному референдумі, якщо його підтримає більшість членів Сейму.
- У певних випадках Президент або одна третина Сейму можуть заблокувати розгляд закону на два місяці. За цим законом буде проведе референдум, якщо за два місяці одна десята виборців потребують його провести, за винятком тих випадків, коли Сейм прийме закон за підтримки більше трьох чвертей від депутатів. Необхідна явка - половина від виборців на останніх виборах. Якщо необхідна частина виборців не зажадає провести референдум, то закон буде прийнятий. Подібні референдуми проводилися в 1998 році (про латвійському громадянство), в 1999 році (про пенсії) і в 2007 році (про закони в області безпеки).
- На референдумах не можна розглядати питання бюджету, податків, військового призову, оголошення війни, укладення миру і угод з іншими державами.
- Одна десята виборців може зажадати провести референдум про внесення в Конституцію змін для прийняття закону. Якщо Парламент не підтримає зміни і не прийме закон, то питання буде винесено на референдум. У певні частини Конституції можна вносити зміни тільки шляхом референдуму. Абсолютна більшість голосів (незалежно від явки) необхідно для внесення поправки в Конституцію або прийняття закону. Виняток стосується лише до членства в ЄС (необхідна участь більше половини виборців з попередніх парламентських виборів). У 2008 і 2012 роках проводилися конституційні референдуми, відповідно, по праву громадян ініціювати розпуск Сейму і щодо визнання російської другою державною мовою. У 2008 і 2003 роках проводилися референдуми за законом про пенсії та щодо вступу Латвії до ЄС.

В історії незалежної Латвії відбулося всього 13 референдумів: 4 з них пройшли з 1923 по 1934 роки, 9 - з 1991 року.